# Trioza formosana
Trioza formosana är en insektsart som beskrevs av Shinji Kuwayama 1910. Trioza formosana ingår i släktet Trioza och familjen spetsbladloppor. Inga underarter finns listade i Catalogue of Life.